# Parc d'État Henry Cowell Redwoods
Henry Cowell Redwoods State Park est un parc d'État de Californie, aux États-Unis, qui préserve principalement les zones forestières et riveraines du bassin versant de la rivière San Lorenzo, dont un bosquet de forêt primaire de séquoias côtiers. Il est situé dans le comté de Santa Cruz, principalement dans la zone située entre les villes de Santa Cruz et Scotts Valley, près de la communauté de Felton et de l'Université de Californie à Santa Cruz. Le parc comprend une extension non contiguë dans la zone de Fall Creek au nord de Felton. Couvrant 1871 hectares, le parc a été créé en 1954. 

## Géographie
Le parc principal couvre environ 7 km², et l'unité Fall Creek séparée contient 9,7 km² supplémentaires. Le parc se trouve à l'extrémité sud de l'écorégion des forêts côtières de la Californie du Nord. Dans les nombreux canyons des ruisseaux vivent de grandes populations de séquoias côtiers, de sapins de Douglas côtiers, de laurier de Californie, de chêne tanbark, de noisetier de Californie, d'érable à grandes feuilles et de nombreuses autres espèces indigènes. 
En amont de la forêt de séquoias, on trouve des espèces d'arbres de transition telles que la madrone du Pacifique, ainsi qu'un peuplement de pins ponderosa, rares à une si basse altitude. Certaines des pentes de crête les plus hautes et les plus sèches du parc abritent des communautés chaparrales assez inhabituelles connues sous le nom de « forêts d'elfes » ou forêts naines. Le bosquet de vieux séquoias couvre un peu plus de 16 hectares et est situé entièrement dans la section d'origine du parc, entouré de nombreuses espèces de fougères et d'oseille de séquoia. Les zones environnantes, y compris l'unité non contiguë de Fall Creek, ont été largement exploitées entre le milieu et la fin des années 1800 pour le bois d'œuvre et comme combustible pour les nombreux fours à chaux qui fonctionnaient dans la région, tels que ceux conservés à Cowell Lime à proximité. Les activités d'exploitation forestière ont surtout cessé dans les années 1920, et les séquoias de seconde croissance atteignent maintenant plusieurs pieds de diamètre. 

## Caractéristiques
Les deux parties du parc ont beaucoup à offrir aux familles en vacances ou aux amateurs de nature. La randonnée, la pêche (selon la saison), le camping saisonnier, l'observation des oiseaux et quelques sentiers adaptés aux chiens, chevaux et aux VTT, ainsi que les magasins du Mountain Parks Nature Store attendent les visiteurs de ce parc. Le jardin d'Eden est un trou de baignade populaire dans la rivière San Lorenzo au sein du parc.  

### Parc principal

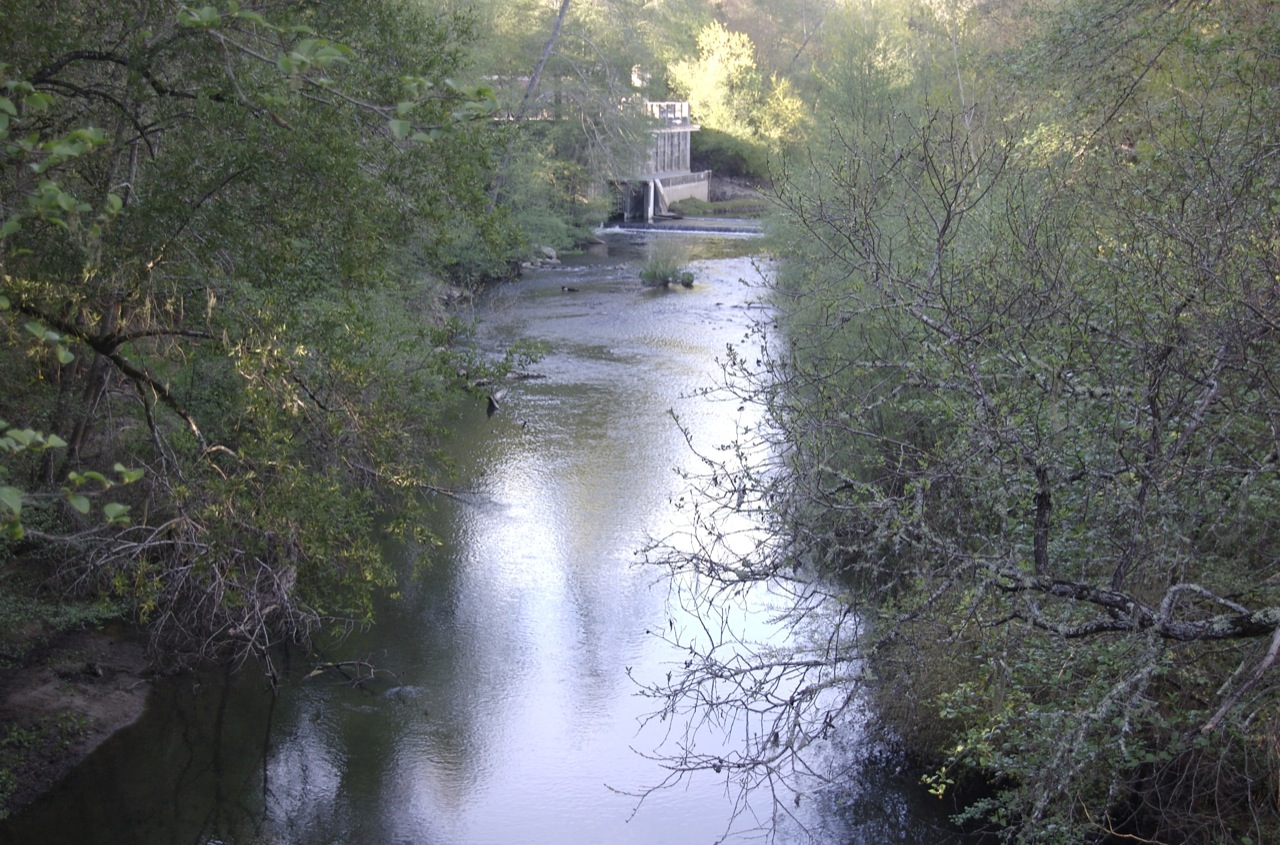
La rivière San Lorenzo à Henry Cowell Redwoods State Park.

Il y a plus de 24 km de sentiers de randonnée, dont certains mènent à de petites plages de sable isolées sur la rivière San Lorenzo, et d'autres avec vue sur les montagnes de Santa Cruz, avec des pics à Monterey Bay. 
Le Redwood Grove comprend des séquoias « vierges » anciens, dont les plus vieux arbres ont entre 1 400 et 1 800 ans et atteignent environ 91 mètres de hauteur et plus de 4,9 mètres de diamètre. À côté du kiosque d'entrée du parc, les trois types d'arbres séquoia connus, le séquoia côtier, le séquoia géant et le metaséquoia (les deux derniers non originaires de la région) sont plantés ensemble, offrant un endroit unique pour comparer et contraster instantanément les membres de cette famille d'arbres. 

## Voir également
- Liste des parcs d'État de Californie